# Cynthia Woodhead

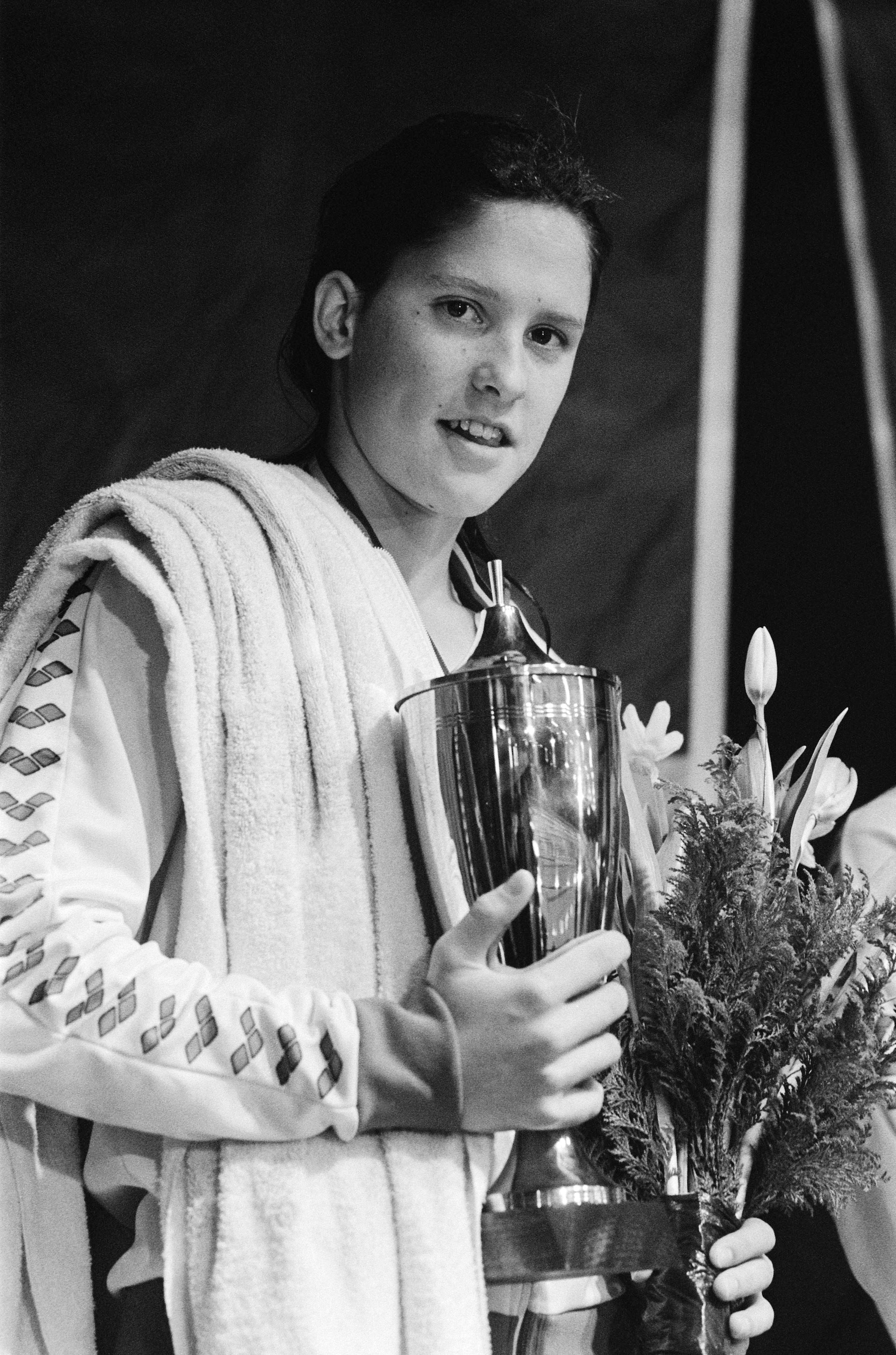
Cynthia Woodhead (1980)

Cynthia Lee „Sippy“ Woodhead, nach Heirat Cynthia Lee Kantzer und Cynthia Lee Brennan, (* 7. Februar 1964 in Riverside, Kalifornien) ist eine ehemalige US-amerikanische Schwimmerin. Sie gewann eine olympische Silbermedaille, war dreifache Weltmeisterin und sechsfache Siegerin bei Panamerikanischen Spielen.

## Karriere
Cynthia Woodhead wuchs anderthalb Blocks entfernt vom Riverside Club auf, in dem sie, ihre Geschwister und die Kinder aus der Umgebung schwimmen lernten. Sie begann im Alter von vier Jahren mit dem Schwimmsport, war aber auch in anderen Sportarten aktiv. In dieser Zeit erhielt sie auch ihren Spitznamen Sippy, da ihre kleine Schwester das Wort Cynthia nicht aussprechen konnte.
1977 war Cynthia Woodhead 13 Jahre alt, als sie bei einem Länderkampf in Leningrad (heute Sankt Petersburg) den Wettbewerb über 200 Meter Freistil gewann. 1978 bei den Weltmeisterschaften in West-Berlin gewann sie drei Gold- und zwei Silbermedaillen. Auf den Einzelstrecken siegte sie über 200 Meter Freistil in der Weltrekordzeit von 1:58,53 Minuten vor Barbara Krause aus der DDR. Sie verbesserte diesen Weltrekord 1979 noch zweimal und wurde erst 1984 von Kristin Otto aus der DDR als Weltrekordlerin abgelöst. Über 400 Meter Freistil und über 800 Meter Freistil wurde Woodhead in West-Berlin jeweils Zweite hinter der Australierin Tracey Wickham. Cynthia Woodhead war auch Schlussschwimmerin der beiden amerikanischen Staffeln. Die 4-mal-100-Meter-Freistilstaffel mit Tracy Caulkins, Stephanie Elkins, Jill Sterkel und Cynthia Woodhead gewann Gold vor der Staffel aus der DDR, genau wie die 4-mal-100-Meter-Lagenstaffel mit Linda Jezek, Tracy Caulkins, Joan Pennington und Cynthia Woodhead.
1979 fanden die Panamerikanischen Spiele in San Juan statt. Cynthia Woodhead siegte über 100 Meter Freistil, über 200 Meter Freistil, über 400 Meter Freistil sowie mit beiden Staffeln. Nach ihren fünf Goldmedaillen wurde Cynthia Woodhead 1979 vom Fachmagazin Swimming World als Schwimmerin des Jahres ausgezeichnet. An den Olympischen Spielen 1980 in Moskau konnte Cynthia Woodhead wegen des Olympiaboykotts nicht teilnehmen, sie hatte sich bei den US-Trials für insgesamt sechs Disziplinen qualifiziert.
Cynthia Woodhead war von 1978 bis 1981 jeweils Weltbeste über 200 Meter Freistil. Diese Serie riss 1982, als sie wegen eines Beinbruchs sowie einiger Krankheiten ausfiel. 1983 war sie wieder da und gewann bei den Panamerikanischen Spielen in Caracas den Titel über 200 Meter Freistil. Über 400 Meter Freistil erschwamm sie die Silbermedaille hinter ihrer Landsfrau Tiffany Cohen. Zum Abschluss ihrer Karriere nahm Woodhead an den Olympischen Spielen 1984 in Los Angeles teil. Auf der 200-Meter-Freistilstrecke gewann sie die Silbermedaille hinter ihrer Landsfrau Mary Wayte und vor der Niederländerin Annemarie Verstappen. Im Verlauf ihrer Karriere stellte Woodhead inklusive Staffeln sieben Weltrekorde und 11 zusätzliche Rekorde der Vereinigten Staaten auf. Bei den US-Meisterschaften gewann sie insgesamt 18 Titel.
Cynthia Woodhead graduierte an der University of Southern California in Journalistik und schloss einen Masters-Abschluss in Familientherapie an. Daneben arbeitete sie von 1989 bis 1997 als Schwimmtrainerin ihrer Universität. 1995 starb ihr erster Mann bei einem Verkehrsunfall. 1994 wurde Cynthia Woodhead in die International Swimming Hall of Fame aufgenommen. Das Schwimmbad in Riverside, in dem sie schwimmen lernte, wurde ihr zu Ehren in Sippy Woodhead Pool umbenannt.